# Siparunaceae
Las siparunáceas (Siparunaceae) son una familia de plantas Angiospermas del orden Laurales. La familia contiene de 2 géneros con 78 especies de plantas leñosas con aceites esenciales: el género Glossocalyx en África occidental con 4 especies y el género Siparuna con 74 especies en Suramérica y América Central, el neotrópico.

## Descripción
- Árboles más o menos grandes, a veces algo trepadores, perennifolios, aromáticos (olor cítrico), corteza usualmente lisa, con pequeñas fisuras. Indumento de pelos simples o frecuentemente estrellados o peltados.
- Hojas decusadas, raramente en verticilos de 3-7, simples, enteras, sin estípulas, con células oleosas en el parénquima, existe anisofilia en Glossocalyx, con hojas alternas desarrolladas y sus opuestas filiformes, nerviación broquidódroma, vernación curvado-conduplicada. Estomas paracíticos, sólo en el envés foliar.
- Tallos con nodos unilacunares y con un rastro foliar. Sin esclereidas hipocrepiformes en el periciclo.
- Plantas monoicas o dioicas.
- Inflorescencias terminales o axilares, a veces aparentemente supraaxilares, raramente caulifloras, en cima, panícula o espiga.
- Flores unisexuales, actinomorfas o zigomorfas. Receptáculo perígino, bien desarrollado, globoso, urceolado o cóncavo. Perianto sepaloideo o diferenciado, o tepaloideo, con 4-8 unidades en 1-2 verticilos, o bien obscuro y caliptroide, desarrollado asimétricamente hacia un lado y más o menos denticulado en Glossocalyx, con un velo interno alrededor del ostiolo del receptáculo. Androceo con (1-)2-100 o más estambres en 1-2 verticilos, filantéreos, sin apéndices, anteras biesporangiadas, dehiscencia por valvas. Gineceo apocárpico, inferior, con 3-100 o más carpelos más o menos inmersos en el receptáculo, estilos libres apicalmente, soldados basalmente, sobresaliendo por el ostiolo; óvulo uno por carpelo, erecto, anátropo, unitégmico, crasinucelado, con el micropilo dirigido hacia abajo, placentación basal.
- Fruto en drupas encerradas por el receptáculo bacciforme, formando un pseudofruto, que puede ser dehiscente o no. Arilo estilar presente en algunas especies de Siparuna.
- Semillas 1 por fruto, aplanadas en Glossocalyx, endotesta reticulada, con endospermo abundante, oleoso, embrión pequeño, recto, con 2 cotiledones, aplicados o divergentes, a veces con el borde aserrado.
- Polen globular a globular-oblato, en mónadas, inaperturado, exina granular, rugosa o equinada, tectada o intectada, imperforada, perforada o columelada, endexina, ectexina y capa basal presentes o ausentes.
- Número cromosómico: x = 22, 2n = 44.

## Ecología
Son árboles propios de los estratos inferiores de la selva. La polinización la efectúan mosquitas de la familia Cecidomyiidae. La dispersión de las drupas o pseudofrutos parece efectuarse por ornitocoria.

## Fitoquímica
Son acumuladores de aluminio. Alcaloides del tipo de la aporfina, oxoporrina y morfinandienona, junto con glucósidos (kaempferol) y sesquiterpenos (cadinano). Los aceites esenciales contienen principalmente ácido decanoico, 2-undecanona, β-pineno y limoneno.

## Usos
Las hojas de algunas especies de Siparuna, especialmente el picho huayo o árbol de la fiebre, S. guianensis, se usan en medicina tradicional por sus propiedades febrífugas, analgésicas, antiinflamatorias, antitusivas, hipotensivas y cicatrizantes, y en uso externo por su acción desodorante. También se usa en magia como poción de amor por sus propiedades afrodisíacas.
.

## Posición sistemática
Las siparunáceas han constituido en clasificaciones recientes (p. ej. Philipson, 1993, véase referencia) dos subfamilias de las monimiáceas, Siparunoideae y Glossocalycoideae, separadas por caracteres de escasa entidad. El APW (Angiosperm Phylogeny Website), sobre la base de estudios filogenéticos basados en morfología y datos moleculares, considera que forma parte de un grupo intermedio del orden Laurales junto con las gomortegáceas y las aterospermatáceas, siendo el grupo basal de esta rama (cf. AP-website).

## Taxones incluidos
Esta familia incluye dos géneros anteriormente incluidos en un amplio concepto de las monimiáceas. En esta última familia se consideraban tan diferentes como para estar incluidos cada uno en una subfamilia distinta, Siparunoideae y Glossocalycoideae, división que no es necesaria.
Ambos géneros se separan del siguiente modo:
- Perianto asimétricamente desarrollado hacia un lado. Hojas muy dimórficas, las opuestas filiformes, alternantes. Pseudofruto carnoso encerrando la drupa.

Glossocalyx Benth. en Benth. & Hook.f., 1880. África occidental tropical.
- Perianto actinomorfo. Hojas no dimórficas. Pseudofruto abriéndose en la madurez, liberando las drupas.

Siparuna Aubl., 1775. América central y meridional.